# Ноћас певам само теби
Ноћас певам само теби соло албум Зане Нимани. Садржи 9 песама од којих су хитови Што не знам где си сад, насловна нумера, Ето, то си ти, Мишко зна... Изашао је 1986. године у издању Југотона.
Ово је први и једини албум након одласка из групе Зана.

## О албуму
Сниман је у периоду 1984-1986 у студију Мираж у Стокхолму. Продукцију је радио Тини Варга.

## Списак песама
| №  | Назив                   | Трајање |  |
| 1. | Што не знам где си сад  | 4:13    |  |
| 2. | Љубим те                | 3:53    |  |
| 3. | Мишко зна               | 3:22    |  |
| 4. | Хир                     | 3:23    |  |
| 5. | Ето, то си ти           | 5:02    |  |
| 6. | Ноћас певам само теби   | 4:15    |  |
| 7. | Зачараћу те             | 4:50    |  |
| 8. | Браво                   | 4:50    |  |
| 9. | Сањам (док кише лутају) | 5:07    |  |